# Питолизант
Питолисант — лекарственный препарат для лечения нарколепсии. Одобрен для применения: EMA (2016), США (2019).

## Механизм действия
Антагонист/обратный агонист H3-гистаминовых рецепторов.

## Показания
Гиперсомния у взрослых пациентов с нарколепсией.

## Способ применения
1 раз в день сразу после пробуждения.